# Apfälla
Apfälla (engelska: monkey trap) är i överförd bemärkelse beteckning på något som lockar så mycket att det inte går att avstå trots negativa konsekvenser. Ordet var medtaget på Språkrådets nyordslista 2001.

## Bakgrund
Anekdotiskt påstås att en apa kan fångas genom att lägga något lockande, till exempel ett körsbär eller något som glittrar, i en behållare, till exempel en glasflaska eller en urholkad kokosnöt. Öppningen har en sådan storlek och utformning att apan nätt och jämnt kan föra in sin hand, men inte kan få ut den när handen griper om det som lockar. Apan påstås inte kunna förmå sig att avstå från det som lockar, och vägrar släppa greppet, och blir då ett lätt byte då flaskan eller kokosnöten begränsar dess rörlighet.
Berättelsen återfinns i boken Tales of the Dervishes från 1967 av Idries Shah, som anges vara en samling av historier, liknelser och fabler från klassiska sufiska texter och muntlig tradition från 600-talet och fram till 1900-talet. Historien om apfällan återfinns i kapitlet "How to Catch Monkeys". Sensmoralen är att apan egentligen är fri, men blir fångad på grund av sina egna val.
I överförd bemärkelse används begreppet om oförmåga att våga släppa greppet och bryta gamla tankemönster. Ett beteende eller förfarande kan ha fördelar men samtidigt allvarliga nackdelar, och den som inte klarar av att på ett rationellt sätt väga fördelar mot nackdelar kan sägas ha fastnat i en apfälla.
Journalisten Erik Fichtelius gav 1985 ut boken Apfällan: så använder jag min PC, där han som en mycket tidig PC-användare medgav att det tog mycket tid och kraft att tillägna sig den nya tekniken, men att den samtidigt gav fördelar som han inte ville vara utan.